# Ulrich Brock
Ulrich Brock (* 19. September 1955 in Verl) ist ein deutscher Fernsehproduzent, Fernsehregisseur und Medienmanager.

## Leben und Wirken
Brock studierte von 1977 bis 1982 an der Universität Osnabrück Medienwissenschaft und schloss mit dem Magister artium ab. Anschließend ging er zu Radio Bremen, wo er Rudi Carrell kennenlernte. Nach einer Zeit als Regieassistent stieg Brock zum Regisseur der Carrell-Unterhaltungsshows Die verflixte Sieben, Rudis Tagesshow und schließlich Die Rudi Carrell Show – Laß Dich überraschen auf und inszenierte später auch Ausgaben von Darüber lacht die Welt, eine Unterhaltungsshow mit Hape Kerkeling.
1995 wechselte er vom öffentlich-rechtlichen Programm zum Privatfernsehen und wurde Programmdirektor von Sat.1. Hier war er für die Entwicklung von täglichen Programmformaten zuständig. In dieser Funktion entwickelte Brock ab 1997 auch die Sat.1-Unterhaltungsformate Die Wochenshow, Die Quizshow und Die Stunde der Wahrheit. Von 1997 bis 2001 übernahm Brock die Programmleitung Unterhaltung beim selben Sender. Im neuen Jahrtausend produzierte Brock, seit 2001 Geschäftsführer der von ihm und Fred Kogel sowie Otto Steiner gegründeten Constantin Entertainment GmbH (damals noch „Kirch Media Entertainment“), so unterschiedliche Unterhaltungsformate wie Family Showdown, Clever! – Die Show, die Wissen schafft, Richter Alexander Hold, Das Strafgericht, Lenßen & Partner, K11 – Kommissare im Einsatz sowie Personalityshows mit Otto Waalkes und Uri Geller.
Seit 2005 war Ulrich Brock verantwortlicher Geschäftsführer und Produzent für alle ausländischen Produktionen der Constantin Entertainment Gruppe, bei Sat.1. Ab 2006 positionierte er Constantin Entertainment als international agierende Produktionsfirma und gründete in 18 Ländern (darunter Polen, Israel, Schweiz und Tschechien) lokal tätige Tochterunternehmen. Außerdem produzierte Brock in diesem Zeitraum deutsche Comedy-Formate wie WunderBar und Ich bin Boes. Zum Jahresende 2018 zog sich der Geschäftsführer aus Constantin Entertainment zurück. Als Grund wurden „unterschiedliche Vorstellungen über die inhaltliche und strategische Ausrichtung der Firma“ genannt.